# Aegyptopithecus
Aegyptopithecus ('Aap uit Egypte') is een geslacht van uitgestorven, kleine fruitetende apen dat ongeveer 27-30 miljoen jaar geleden leefde in Egypte. Je kan hem vergelijken met een spookdiertje, lemuur of maki, hij had tweeëndertig gebitselementen en de mannetjes hadden lange hoektanden. Aegyptopithecus, ook wel de 'Dageraadaap' genoemd, is een belangrijke schakel tussen de primitieve primaten en de echte apen die in het Mioceen tot ontwikkeling kwamen. De Aegyptopithecus was zestig à zeventig centimeter groot en vertoonde typische kenmerken van de kleine primaat. Hij had stereoscopische ogen en dus een driedimensionaal zicht, twee handen en twee voeten met gevoelige vingertoppen en nagels (in plaats van klauwen) en hij had beter ontwikkelde hersenen. De Aegyptopithecus leefde in het Laat-Eoceen tot Oligoceen.

## Kenmerken
Het hoofd van Aegyptopithecus zeuxis wordt gekenmerkt door de relatief lange snuit (prognathie) en de kleine hersenen (30 cm³). Zoals alle apen uit de oude wereld is zijn tandformule 2-1-2-3 (dit betekent twee snijtanden, 1 hoektand, 2 voor kiezen en 3 kiezen per helft van de kaak). De grootte van de hoektanden vertoont een geslachtsdimorfisme (de hoektanden van de mannetjes zijn groter dan die van de vrouwtjes), die tegenwoordig ook in verschillende primaatsoorten kan worden gevonden. De constructie van de tanden met brede, platte snijtanden en lage kiezen is vrij gelijkaardig aan de originele oude wereldaaptanden. Het lichaamsskelet vertoont in wezen aapachtige kenmerken, de voorpoten zijn kort, de eerste teen tegenover en een lange staart is aanwezig. Het gewicht van Aegyptopithecus wordt geschat op ongeveer 6,7 kilogram. In 2004 werd een bijna volledig geconserveerde vrouwelijke schedel ontdekt, waarvan het binnenvolume 14,6 cm³ was en waarin de reukbol zelfs kon worden gereconstrueerd met 0,102 cm³.
De dieren leefden vermoedelijk op bomen en bewogen langzaam met vier poten op de takken. Uit de constructie van de tanden concludeert men dat het voedsel voornamelijk uit fruit en bladeren bestond. Het geslacht Aegyptopithecus met Propliopithecus en andere geslachten werd systematisch ingedeeld in de groep Propliopithecidae, die vrij dicht bij de basis van de apen uit de oude wereld ligt. Ze moeten echter niet de directe voorouders zijn van de hedendaagse apenverwanten of mensen, maar een zijtak vormen.

## Naamgeving
Aegyptopithecus is een kunstmatig woord. De naam van het geslacht verwijst naar de plaats van ontdekking in Egypte en is ook afgeleid van het Griekse woord πίθηκος (oud-Grieks uitgesproken als píthēkos: 'aap'). Het epitheton van het type Aegyptopithecus zeuxis is ook ontleend aan het Grieks (zεῦξις) en kan, volgens de eerste beschrijving, metaforisch worden vertaald als Engels juk of join (iets verbinden), dus het verwijst naar de morfologie van de onderkaak en tanden, die tussenliggende kenmerken tonen tussen Propliopithecus en Dryopithecus. Aegyptopithecus zeuxis betekent dus 'aap uit Egypte die iets samenstelt'.

## Eerste beschrijving
Holotype van het geslacht en type Aegyptopithecus zeuxis is het fragment van een linker onderkaak (archiefnummer C.G.M. 26901) met drie geconserveerde kiezen (premolaire P2 tot molaire M2) en een aangevuld molaire M3 van het fossiel Y.P.M. 21032. In 1965 identificeerde Elwyn L. Simons het fragment van een tweede onderkaak met gedeeltelijk bewaarde tandwortels als een paratype (archiefnummer A.M.N.H. 13389). Deze fossielen worden bewaard in het Egyptian Geological Museum (voorheen: Cairo Geology Museum, CGM), het Peabody Museum of Natural History in New Haven (Connecticut)), (voorheen: Yale Peabody Museum, YPM) en het American Museum of Natural History in New York (AMNH).

## Vindplaats
Hij is voornamelijk gevonden in de Oligocene lagen van de Faiyoem in Egypte.

## Voedsel
Hij at, afgaande op het gebit, vooral fruit maar ook insecten.